# Carson Rowland
Carson Rowland, född 3 november 1997 i Boca Raton, Florida, är en amerikansk skådespelare.
Rowland har bland annat medverkat i TV-serierna I Am Frankie (2017–2018), Sweet Magnolias (2020–2023), Pretty Little Liars: Original Sin från 2022.

## Filmografi (i urval)
- 2017–2018: I Am Frankie
- 2020–2023: Sweet Magnolias
- 2022: Pretty Little Liars: Original Sin